# MS4A2
MS4A2 (англ. Membrane spanning 4-domains A2) – білок, який кодується однойменним геном, розташованим у людей на короткому плечі 11-ї хромосоми. Довжина поліпептидного ланцюга білка становить 244 амінокислот, а молекулярна маса — 26 534.
| 10         |  | 20         |  | 30         |  | 40         |  | 50         |
| ---------- |  | ---------- |  | ---------- |  | ---------- |  | ---------- |
| MDTESNRRAN |  | LALPQEPSSV |  | PAFEVLEISP |  | QEVSSGRLLK |  | SASSPPLHTW |
| LTVLKKEQEF |  | LGVTQILTAM |  | ICLCFGTVVC |  | SVLDISHIEG |  | DIFSSFKAGY |
| PFWGAIFFSI |  | SGMLSIISER |  | RNATYLVRGS |  | LGANTASSIA |  | GGTGITILII |
| NLKKSLAYIH |  | IHSCQKFFET |  | KCFMASFSTE |  | IVVMMLFLTI |  | LGLGSAVSLT |
| ICGAGEELKG |  | NKVPEDRVYE |  | ELNIYSATYS |  | ELEDPGEMSP |  | PIDL       |

A: Аланін

C: Цистеїн

D: Аспарагінова кислота

E: Глутамінова кислота

F: Фенілаланін

G: Гліцин

H: Гістидин

I: Ізолейцин

K: Лізин

L: Лейцин

M: Метіонін

N: Аспарагін

P: Пролін

Q: Глутамін

R: Аргінін

S: Серин

T: Треонін

V: Валін

W: Триптофан

Кодований геном білок за функціями належить до рецепторів, фосфопротеїнів. 
Білок має сайт для зв'язування з імуноглобуліном IgE. 
Локалізований у мембрані.